# Georgi Asparuhov
Georgi Asparuhov (búlgar: Георги Аспарухов)  (Sofia, 4 de maig de 1943 - Sofia, 30 de juny de 1971) fou un futbolista búlgar de la dècada de 1960.
Fou 50 cops internacional amb la selecció búlgara amb la qual participà en la Copa del Món de Futbol de 1962, 1966 i 1970. Pel que fa a clubs, defensà els colors de Levski Sofia i Botev Plovdiv.
Va morir en un accident automobilístic el 1971 amb només 28 anys amb el seu company Nikola Kotkov.